# Southeast Division Street megállóhely

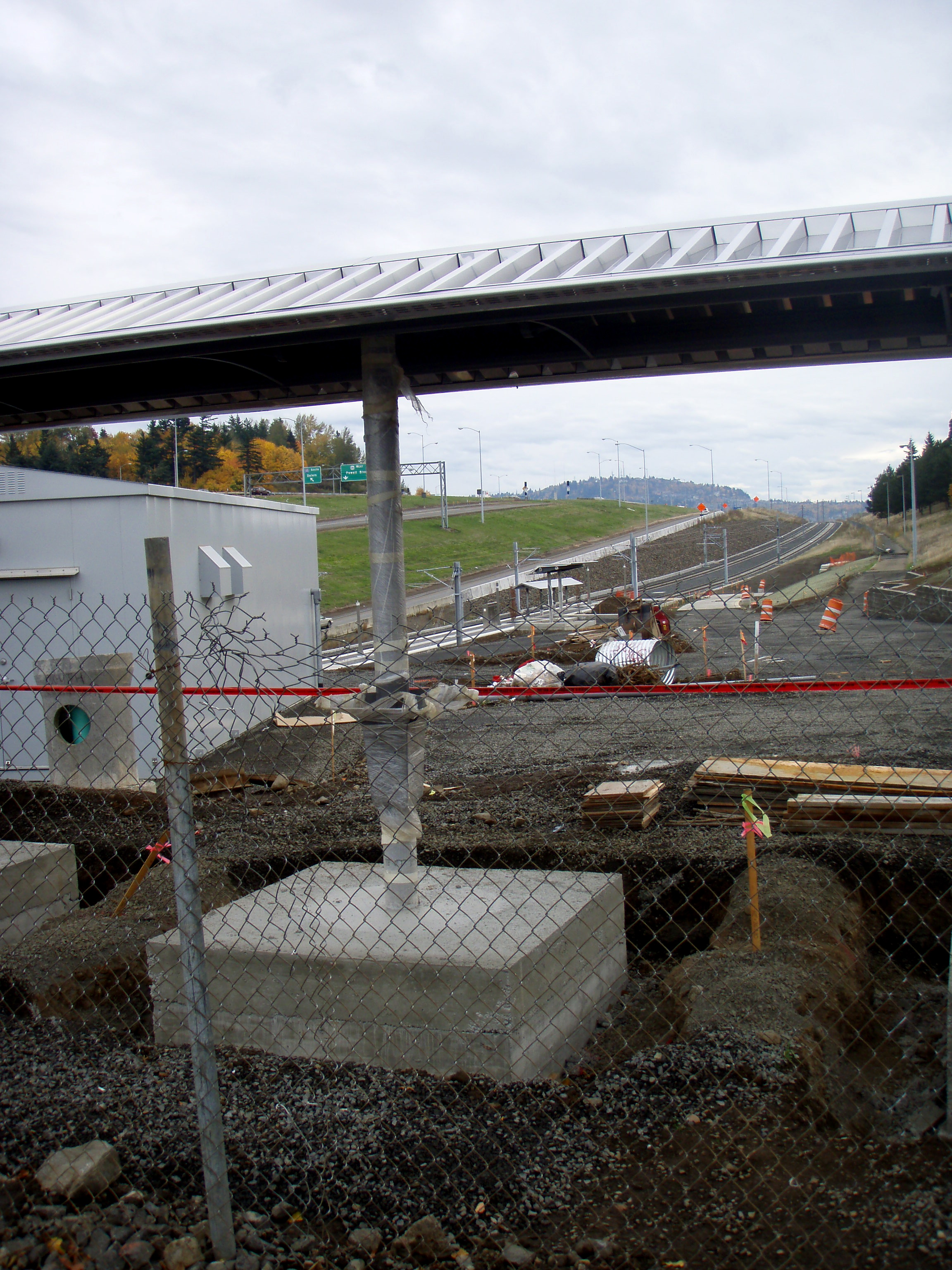
A megálló építése 2009-ben

Southeast Division Street megállóhely a Metropolitan Area Express zöld vonalának, valamint a TriMet 4-es autóbuszának megállója az Oregon állambeli Portlandben.
Az Interstate 205 és a délnyugati Division utca kereszteződésében, az autópálya-lehajtó mellett elhelyezkedő megálló középperonos kialakítású. A megállóból elérhető az Interstate 205 mentén futó kerékpárút.

## Autóbuszok
- 4 – Division/Fessenden (Richmond Street◄►Gateway Transit Center)[1]

| Előző állomás                   |  | Metropolitan Area Express |  | Következő állomás                                          |
| ------------------------------- |  | ------------------------- |  | ---------------------------------------------------------- |
| SE Main Sttovább PSU South felé |  | Zöld vonal                |  | SE Powell Blvdtovább Clackamas Town Center pályaudvar felé |

## Fordítás
- Ez a szócikk részben vagy egészben  a   Southeast Division Street MAX Station című angol Wikipédia-szócikk ezen változatának fordításán alapul.  Az eredeti cikk szerkesztőit annak laptörténete sorolja fel. Ez a jelzés csupán a megfogalmazás eredetét és a szerzői jogokat jelzi, nem szolgál a cikkben szereplő információk forrásmegjelöléseként.